# جيراغو كون أوراجو
جيراغو كون أوراجو هي كومونا في مقاطعة فاريزي بإيطاليا، و تحديدا في منطقة لومباردي، وتقع على بعد حوالي 40 كيلومتر (25 ميل) شمال غرب ميلانو وحوالي 13 كيلومتر (8 ميل) جنوب فاريزي، و تتكون من مركزين رئيسيين في Orago و Jerago (التي تضم مقر البلدية) ، ويتشاركان في قلعة تعود إلى القرن الثالث عشر.

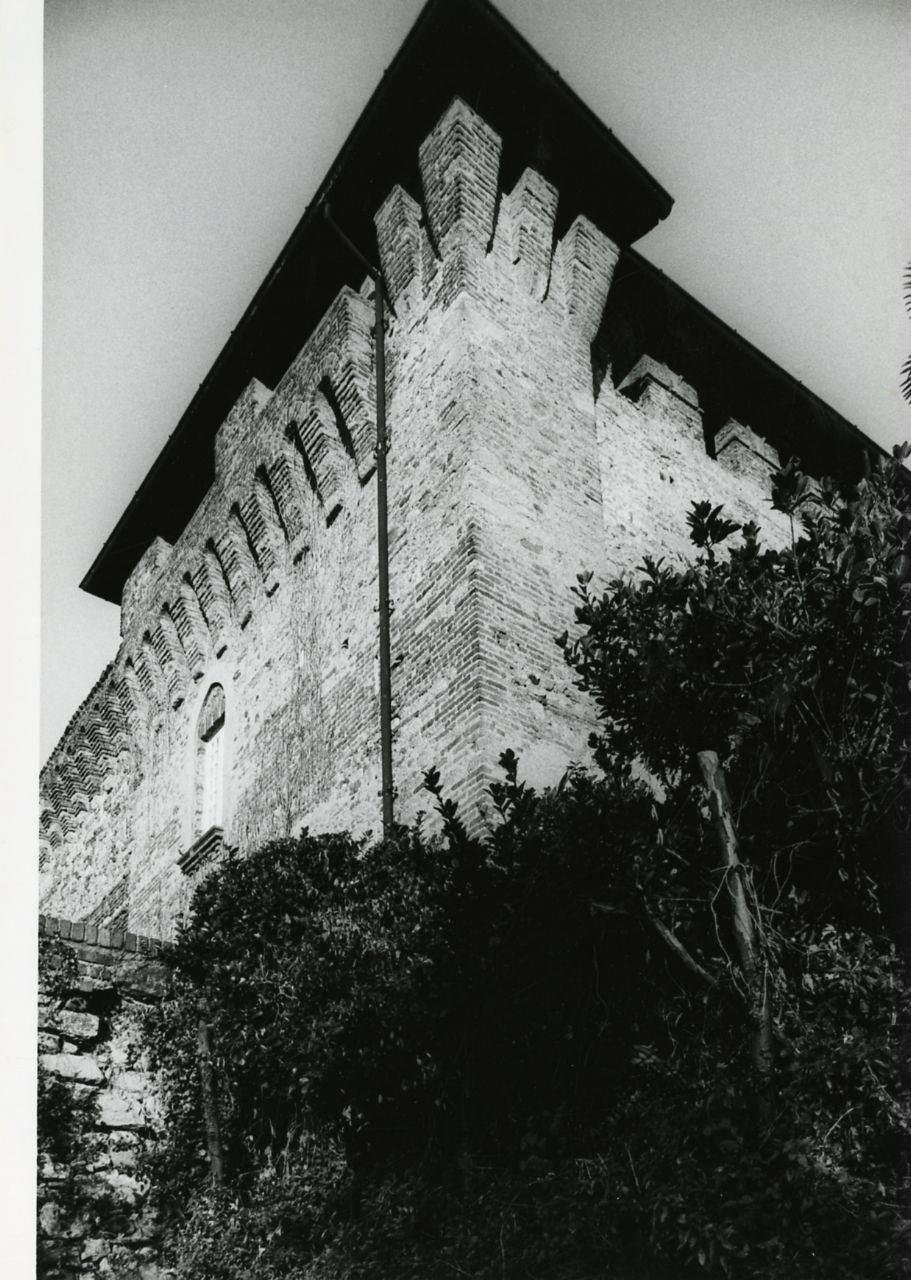
جراجو ، 1980 (باولو مونتي)

ويمكن الوصول إليها عن طريق محطة القطار Cavaria-Oggiona-Jerago .